# خوسيه ماريا غارسيا لافوينتي
خوسيه ماريا غارسيا لافوينتي (بالإسبانية: José Mari García)‏ (10 فبراير 1971 في إسبانيا - ) هو لاعب كرة قدم إسباني في مركز الوسط. لعب مع أتلتيك بيلباو وأوساسونا وريال بيتيس ونادي برشلونة ونادي بورغوس ونادي ريوس ديبورتيو ونادي ليغانيس.

## وصلات خارجية
- خوسيه ماريا غارسيا لافوينتي على موقع قاعدة بيانات كرة القدم.إي يو (الإنجليزية)
- خوسيه ماريا غارسيا لافوينتي على موقع عالم كرة القدم.نت (الإنجليزية)